# Oleg Kuzmín
Oleg Aleksándrovich Kuzmín (en ruso: Олег Александрович Кузьмин, nacido el 9 de mayo de 1981 en Moscú, Rusia) es un exfutbolista ruso que jugaba como defensa.
Debutó en 2000 con el primer equipo del FC Spartak Moscú y se retiró en 2018 tras jugar los últimos ocho años de su carrera en el FC Rubin Kazán.
En abril de 2019 se convirtió en segundo entrenador del FC Rubin Kazán.

## Estadísticas
Datos relevantes del jugador ruso Oleg Aleksándrovich Kuzmín
Spartak-D Moscú:
- Temporada 1997, 4.ª división: 12 partidos, 0 goles, 0 asistencias.

Spartak-2 Moscú:
- Temporada 1998, 3.ª división: 20 partidos, 0 goles, 0 asistencias.

- Temporada 1999, 3.ª división: 20 partidos, 0 goles, 0 asistencias.

- Temporada 2000, 3.ª división: 24 partidos, 0 goles, 0 asistencias.

Spartak Moscú:
- Temporada 2000, 1.ª división: 1 partido, 0 goles, 0 asistencias.

Uralan:
- Temporada 2001, 2.ª división: 26 partidos, 2 goles, 0 asistencias.
- Temporada 2002, 1.ª división: 19 partidos, 1 gol, 0 asistencias.
- Temporada 2003, 1.ª división: 16 partidos, 0 goles, 0 asistencias.

Chernomorets:
Temporada 2003, 1.ª división: 7 partidos, 0 goles, 0 asistencias.
FC Moscú:
- Temporada 2004, 1.ª división: 7 partidos, 1 gol, 0 asistencias.
- Temporada 2005, 1.ª división: 28 partidos, 3 goles, 0 asistencias.
- Temporada 2006, 1.ª división: 28 partidos, 1 gol, 0 asistencias.
- Temporada 2007, 1.ª división: 25 partidos, 0 goles, 0 asistencias.
- Temporada 2008, 1.ª división: 27 partidos, 1 gol, 0 asistencias.

Lokomotiv:
- Temporada 2009, 1.ª división: 13 partidos, 1 gol, 0 asistencias.

| Club            | Temporada | Div | Liga     | Liga  | Liga    | Copa     | Copa  | Copa    | Europa   | Europa | Europa  | Total    | Total | Total   |
| Club            | Temporada | Div | Partidos | Goles | Asists. | Partidos | Goles | Asists. | Partidos | Goles  | Asists. | Partidos | Goles | Asists. |
| --------------- | --------- | --- | -------- | ----- | ------- | -------- | ----- | ------- | -------- | ------ | ------- | -------- | ----- | ------- |
| Spartak-D Moscú | 1997      | 4.ª | 12       | 0     | 0       | 0        | 0     | 0       | 0        | 0      | 0       | 12       | 0     | 0       |
| Spartak-2 Moscú | 1998      | 3.ª | 20       | 0     | 0       | 0        | 0     | 0       | 0        | 0      | 0       | 20       | 0     | 0       |
| Spartak-2 Moscú | 1999      | 3.ª | 20       | 0     | 0       | 0        | 0     | 0       | 0        | 0      | 0       | 20       | 0     | 0       |
| Spartak-2 Moscú | 2000      | 3.ª | 24       | 0     | 0       | 0        | 0     | 0       | 0        | 0      | 0       | 24       | 0     | 0       |
| Spartak Moscú   | 2000      | 1.ª | 1        | 0     | 0       | 0        | 0     | 0       | 0        | 0      | 0       | 1        | 0     | 0       |
| Uralan          | 2001      | 2.ª | 26       | 2     | 0       | 2        | 0     | 0       | 0        | 0      | 0       | 28       | 2     | 0       |
| Uralan          | 2002      | 1.ª | 19       | 1     | 0       | 2        | 0     | 0       | 0        | 0      | 0       | 21       | 1     | 0       |
| Uralan          | 2003      | 1.ª | 16       | 0     | 0       | 1        | 0     | 0       | 0        | 0      | 0       | 17       | 0     | 0       |
| Chernomorets    | 2003      | 1.ª | 7        | 0     | 0       | 2        | 0     | 0       | 0        | 0      | 0       | 9        | 0     | 0       |
| Uralan          | 2004      | 2.ª | 19       | 1     | 0       | 1        | 1     | 0       | 0        | 0      | 0       | 20       | 2     | 0       |
| FC Moscú        | 2004      | 1.ª | 7        | 1     | 0       | 0        | 0     | 0       | 0        | 0      | 0       | 7        | 1     | 0       |
| FC Moscú        | 2005      | 1.ª | 28       | 3     | 0       | 2        | 0     | 0       | 0        | 0      | 0       | 30       | 3     | 0       |
| FC Moscú        | 2006      | 1.ª | 28       | 1     | 0       | 7        | 0     | 0       | 4        | 0      | 0       | 39       | 1     | 0       |
| FC Moscú        | 2007      | 1.ª | 25       | 0     | 0       | 1        | 0     | 0       | 0        | 0      | 0       | 26       | 0     | 0       |
| FC Moscú        | 2008      | 1.ª | 27       | 1     | 0       | 0        | 0     | 0       | 3        | 0      | 0       | 30       | 1     | 0       |
| Lokomotiv       | 2009      | 1.ª | 13       | 1     | 0       | 0        | 0     | 0       | 0        | 0      | 0       | 13       | 1     | 0       |
| Total           | -         | -   | 292      | 11    | 0       | 18       | 1     | 0       | 7        | 0      | 0       | 317      | 12    | 0       |

## Palmarés

### Títulos nacionales
| Título             | Club           | País  | Año  |
| ------------------ | -------------- | ----- | ---- |
| Copa de Rusia      | FC Rubin Kazán | Rusia | 2012 |
| Supercopa de Rusia | FC Rubin Kazán | Rusia | 2012 |